# 1988년 하계 올림픽 안도라 선수단
1988년 하계 올림픽 안도라 선수단은 대한민국 서울에서 개최된 1988년 하계 올림픽에 참가한 올림픽 안도라 선수단이다.

## 출전 선수
| 종목   | 남자 | 여자 | 전체 |
| ------ | ---- | ---- | ---- |
| 육상   | 1    | 0    | 1    |
| 사이클 | 2    | 0    | 2    |
| 전체   | 3    | 0    | 3    |

## 같이 보기
- 올림픽 안도라 선수단

## 참고 자료
- (영어) “Andorra at the 1988 Seoul Summer Games”. SR/Olympic Sports. 2011년 5월 19일에 원본 문서에서 보존된 문서. 2011년 10월 7일에 확인함.
- (영어) 공식 올림픽 보고서 보관됨 2012-02-04 - 웨이백 머신